# Eiken (animación)

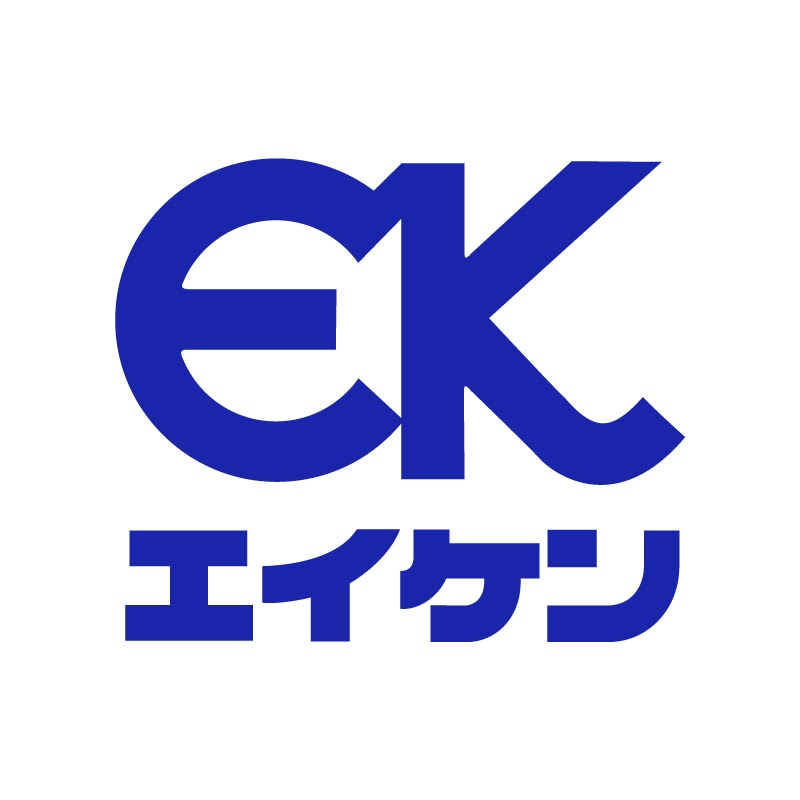
Logo de Eiken

Eiken (株式会社エイケン Kabushiki kaisha Eiken?) es un estudio de animación en Tokio, Japón. La compañía fue formalmente conocida como Television Corporation of Japan o TCJ antes de cambiar su nombre en 1969 para establecerse como Eiken. Es una propiedad absoluta, subsidiaria de Asatsu-DK.

## Obras

### TCJ era
- Sennin Buraku (1963, Fuji TV)
- Tetsujin 28-go ("Gigantor" en Norteamérica) (1963, Fuji TV, en planificación con Dentsu)
- 8 Man ("The 8th Man" en Norteamérica) (1963, TBS)
- Super Jetter (1965)
- Uchū Shōnen Soran (1965, TBS)
- Prince Planet (Yūsei Shōnen Papii) (1965)
- Yūsei Kamen (1966)
- Bōken Kabotenjima (1967)
- Skyers 5 (1967)
- The Cricket on the Hearth (1967)
- Sasuke (1968, TBS)
- Ninpū Kamui Gaiden (1969, Fuji TV, en planificación con Zuiyo)
- Sazae-san (1969-en emisión, Fuji TV)
- Kamui Gaiden (1969, película)
- Dōbutsu-mura Monogatari (1970, NET)
- Bakuhatsu Gorō (1970, TBS)
- Norakuro (1970, Fuji TV)
- Shin Skyers 5 (1971, TBS)
- Onbu Obake (1972, Yomiuri TV)

### Eiken era
- Bōken Korobokkuru (1973, Yomiuri TV)
- Jim Button (1974, MBS)
- Iruka to Shōnen (1975)
- Hokahoka Kazoku (1976–1982, Fuji TV)
- UFO Senshi Diablon (1976, TBS)
- UFO Senshi Diablon 2 (1976, Tokyo 12ch)
- Captain (1980, NTV; TV special)
- Captain (1981, película)
- Donbē Monogatari (1981, NTV)
- Captain (1983, serie de televisión)
- Glass Mask (1984, NTV)
- Ginga Patrol PJ (1984, Fuji TV)
- Dotanba no Manā (1984–1987, Fuji TV)
- Musashi no Ken (1985–1986, TV Tokyo, en versión "shōnen")
- Musashi no Ken (1986, en versión "seishun")
- Kotowaza House (1987–1994, Fuji TV)
- Hai Akko Desu (1988–1992, Asahi TV)
- Shīton Dōbutsuki (1989–1990, NTV)
- Kobo-chan Special: Filled with Autumn (1990)
- Kobo-chan Special: Filled with Dreams!! (1991)
- Micro Patrol (1991, lanzamiento conjunto en Francia y Japón, serie OVA lanzada también en Japón)
- Kobo-chan (1992–1994, Yomiuri TV)
- Cooking Papa (1992–1995, Asahi TV con Asatsu DK)
- Kobo-chan Special: Filled with Festivals! (1994)
- Oyako Club (1994-2013, Fuji TV)
- Ijiwaru Bā-san (segunda serie, 1996–1997, Fuji TV)
- Kiko-chan Smile (1996–1997, TBS con Magic Bus)
- Otoko wa Tsurai yo: Torajirō Wasure na Kusa (1998, TBS)
- Kobo-chan Special: The Promised Magic Day (1998)
- Suteki! Sakura Mama! (2000)
- Go! Go! Itsutsugo Land (2001, con Magic Bus)
- Gokiburi-chan (2005)
- Play Ball (2005, con Magic Bus)
- Play Ball 2nd (2006, con Magic Bus)
- Tetsujin 28-go Gao! (2013-en emisión, Fuji TV)